# Гейсвілл (Огайо)
Гейсвілл (англ. Hayesville) — селище (англ. village) в США, в окрузі Ешленд штату Огайо. Населення — 447 осіб (2020).

## Географія
Гейсвілл розташований за координатами 40°46′34″ пн. ш. 82°15′37″ зх. д. / 40.77611° пн. ш. 82.26028° зх. д. (40.776017, -82.260141).  За даними Бюро перепису населення США в 2010 році селище мало площу 1,92 км², з яких 1,91 км² — суходіл та 0,01 км² — водойми.

## Демографія
Згідно з переписом 2010 року, у селищі мешкало 448 осіб у 184 домогосподарствах у складі 135 родин. Густота населення становила 234 особи/км².  Було 192 помешкання (100/км²).
Расовий склад населення:
| - 98,4 % — білих - 0,2 % — азіатів |

До двох чи більше рас належало 1,3 %. Частка іспаномовних становила 0,4 % від усіх жителів.
За віковим діапазоном населення розподілялося таким чином: 23,7 % — особи молодші 18 років, 58,4 % — особи у віці 18—64 років, 17,9 % — особи у віці 65 років та старші. Медіана віку мешканця становила 42,8 року. На 100 осіб жіночої статі у селищі припадало 109,3 чоловіків;  на 100 жінок у віці від 18 років та старших — 108,5 чоловіків також старших 18 років.
Середній дохід на одне домашнє господарство  становив 56 475 доларів США (медіана — 54 063), а середній дохід на одну сім'ю — 62 020 доларів (медіана — 60 909). Медіана доходів становила 43 365 доларів для чоловіків та 36 111 долар для жінок. За межею бідності перебувало 6,0 % осіб, у тому числі 4,9 % дітей у віці до 18 років та 9,0 % осіб у віці 65 років та старших.
Цивільне працевлаштоване населення становило 252 особи. Основні галузі зайнятості: виробництво — 28,6 %, освіта, охорона здоров'я та соціальна допомога — 25,8 %, мистецтво, розваги та відпочинок — 7,9 %, роздрібна торгівля — 6,7 %.